# Madahoplia robinsoni
Madahoplia robinsoni är en skalbaggsart som beskrevs av Marc Lacroix 1998. Madahoplia robinsoni ingår i släktet Madahoplia och familjen Melolonthidae. Inga underarter finns listade i Catalogue of Life.